# Наум Момчеджиков
Наум Момчеджиков – Хисарлиев е български общественик и революционер, деец на Вътрешната македонска революционна организация.

## Биография
Наум Момчеджиков е роден през 1908 година в град Щип, тогава в Османската империя, днес в Северна Македония. Роднина е на щипския първенец Георги Момчеджиков, арестуван от турските власти през 1904 година в града.
По-късно Наум Момчеджиков се прехвърля в София, където участва в дейността на ВМРО. Редактор е на михайловисткия вестник „Свобода или смърт“. След 1944 година е репресиран, но оцелява гоненията и по-късно разказва за терора срещу изявени личности, като например за убийството на Манчо Димитров от страна на Лев Главинчев. Умира през 1984 година в София.
В миналото е бил секретар на един от търговските съюзи. Наум Момчеджиков е съмишленик на Иван Михайлов във ВМРО. Момчеджиков е юрист и бивш журналист. Той е бил член на Македонския младежки съюз, а по-късно на студентското дружество „Вардар“. След 1946 г. е бил в затвора, а по-късно в Трудово-възпитателно общежитие (ТВО). Много от неговите другари в организацията били изчезнали.  След излизане от затвора той е работил като юрисконсулт. Като пенсионер се е занимавал с историята на вестник „Свобода или смърт“ до последния си ден на живота си – завършил трагично при произшествие с влак на спирка „Бакърена фабрика“. На 03.09.1984 г. в София той е погребан. На погребението присъствал Атанас Михайлов – брат на Иван Михайлов, имало много хора – роднини и приятели. Слово произнесъл Стоян Бояджиев – юрист и приятел на покойния. В речта си Бояджиев се спрял на семейството и града, в които е израснал покойния. Той е син на бележит деец от революционните борби в Македония. Подчертал заслугите, които семейството му има в борбата за българска църква. Бояджиев споменал, че Наум Момчеджиков е изживял дни на страдание в периода 1944 – 1956 година.